# Stopno (gmina Makole)
Stopno – wieś w Słowenii, w gminie Makole. W 2018 roku liczyła 83 mieszkańców.